# Natalie Sciver-Brunt
Natalie Ruth Sciver-Brunt (* 20. August 1993 in Tokyo, Japan) ist eine englische Cricketspielerin. Sie spielt als All-rounderin in der englischen Nationalmannschaft und im nationalen Cricket für Surrey.

## Kindheit und Ausbildung
Ihre Mutter Julia Longbottom war beim Foreign and Commonwealth Office angestellt, als Sciver in Japan geboren wurde. Später wuchs sie in den Niederlanden und Polen auf, wo sie eine Sportschule in Warschau besuchte und zunächst Fußball spielte. Nachdem sie als Jugendliche nach England gekommen war, konzentrierte sie sich auf Cricket, das sie in den Niederlanden erlernt hatte. Sie spielte für den Club von Stoke d'Abernon und wurde in die Cricket-Akademie von Surrey aufgenommen. Sie studierte „Sports and Exercise Sciences“ an der Loughborough University.

## Aktive Karriere

### Etablierung in der Nationalmannschaft
Sie konnte sich schnell im nationalen Cricket für Surrey etablieren und nachdem sie 2012 und 2013 zwei gute Saisons absolviert hatte, wurde sie für die Tour gegen Pakistan im Juli 2013 nominiert. Dort absolvierte sie ihr erstes WTwenty20 und WODI und konnte im zweiten WODI 3 Wickets für 28 Runs im Bowling erzielen und wurde als Spielerin des Spiels ausgezeichnet. Sie etablierte sich im Nationalteam und bestritt so auch die weiteren Touren der Nationalmannschaft in diesem Jahr. Ihre erste wichtige Leistung im WTwenty20 konnte sie bei einem Drei-Nationen-Turnier in den West Indies im Oktober 2013 gegen Neuseeland erzielen, als ihr 4 Wickets für 21 Runs gelangen. Dabei erzielte sie einen Hattrick. Auf der Tour in Australien spielte sie ihren ersten Test und konnte dort 49 Runs im ersten Innings erzielen. Bei der gleichen Tour erzielte sie im zweiten WODI ihr erstes internationales Half-Century mit 57 Runs.
Ihre erste Weltmeisterschaft spielte sie beim ICC Women’s World Twenty20 2014 und konnte in der Vorrunde gegen die West Indies (für 18 Runs) und Bangladesch (für 10 Runs) jeweils 3 Wickets erzielen. Im Finale gegen Australien konnte sie zwar 2 Wickets für 12 Runs erzielen, was jedoch nicht zum Gewinn des Titels reichte. Im Sommer gehörte sie zu den ersten Frauen in England die einen zentralen Vertrag bekamen.
Auf der Tour in Neuseeland im Februar 2015 konnte sie mit 65* Runs im fünften Spiel die WODI-Serie für England sichern. Gegen Australien im Sommer 2015 gelangen ihr im ersten WODI 66 Runs und sie wurde zur Spielerin des Spiels ausgezeichnet. Im dritten WTwenty20 der Tour konnte sie sowohl 47 Runs, wie auch 4 Wickets für 15 Runs erzielen.

### Aufstieg zur wichtigen Schlag-Frau
Ihre zweite Weltmeisterschaft spielte sie beim ICC Women’s World Twenty20 2016 im März 2016, bei dem sie mit dem Team im Halbfinale gegen Australien ausschied. Auf der Tour gegen Pakistan im Sommer 2016 erzielte sie im zweiten WODI 80 und im dritten WODI 48 Runs. Im Oktober des Jahres in den West Indies erzielte sie zwei Mal 58 Runs, und in Sri Lanka zwei weitere Half-Centuries (51 und 77 Runs).
Beim Women’s Cricket World Cup 2017 konnte sie zunächst gegen Pakistan ihr erstes internationales Century über 137 Runs in 92 Bällen erzielen. In einem weiteren Vorrundenspiel gegen Neuseeland konnte sie ein weiteres Century über 129 Runs in 111 Bällen erzielen und wurde als Spielerin des Spiels ausgezeichnet. Im Finale gegen Indien war sie die wichtigste Schlagfrau, als ihr ein Half-Century über 51 Runs gelang und sie so wichtigen Anteil am Titelgewinn Englands hatte. Für diese Leistung wurde sie im April 2018 zu einem der Fünf Wisden Cricketers of the Year ernannt.
Bei einem Drei-Nationen-Turnier im März 2018 erzielte sie 68* und 50 Runs gegen Australien. Im Verlaufe des Jahres erzielte sie noch weitere Half-Centuries und kam so beim ICC Women’s World Twenty20 2018 im November in den West Indies zum Einsatz. Ihre dortigen beste Leistungen waren 3 Wickets für 4 Runs gegen Südafrika in der Vorrunde und 52* Runs gegen Indien im Halbfinale. Jedoch unterlag sie mit ihrem Team im Finale gegen Australien. Im Frühjahr 2019 auf den Touren in Indien (85 Runs) und Sri Lanka (93 Runs) konnte sie jeweils ein Half-Century erzielen. Bei der Women’s Ashes 2019 konnte sie im WTest 88 Runs im ersten Innings erzielen. Ein weiteres WODI-Century gelang ihr auf der Tour gegen Pakistan in Malaysia im Dezember 2019, als sie 100* Runs in 85 Bällen erzielte.
Beim ICC Women’s T20 World Cup 2020 im Februar 2020 konnte sie in der Vorrunde gegen Südafrika (50 Runs) und Thailand (59* Runs) jeweils ein Half-Century erzielen. Jedoch schied sie mit dem Team auf Grund der schlechteren Vorrundenleistung im Halbfinale gegen Indien aus. Auf der Tour gegen die West Indies konnte sie im dritten WTwenty20 82 Runs erzielen.

## Privates
Sciver ist verheiratet mit ihrer Teamkollegin in der Nationalmannschaft, Katherine Sciver-Brunt. Die geplante Hochzeit im September 2020 musste auf Grund der Covid-19-Pandemie verschoben werden und konnte im Mai 2022 nachgeholt werden. Ab Januar 2023 entschieden sie sich beide, unter ihrem Ehenamen anzutreten.